# Honden

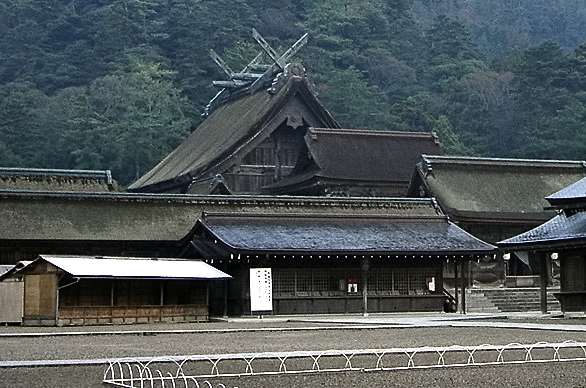
Honden du Izumo-taisha, fermé au public.

Un honden (本殿, « bâtiment principal »), aussi appelé shinden (神殿) ou parfois shōden (昇殿), comme c'est le cas pour le sanctuaire d'Ise, est le bâtiment le plus sacré d'un sanctuaire shinto, exclusivement destiné à l'usage de la divinité vénérée dans le sanctuaire, généralement symbolisée par un miroir ou parfois par une statue,.
Le bâtiment est ordinairement situé à l'arrière du sanctuaire et fermé au grand public. En face de lui se tient généralement le haiden, ou oratoire. Le haiden est souvent relié au honden par un heiden, ou salle des offrandes.
Physiquement, le honden est le cœur du complexe religieux, relié au reste du sanctuaire mais généralement élevé au-dessus et protégé contre l'accès du public par une clôture appelée tamagaki. Il est d'ordinaire relativement petit et avec un toit à pignon. Ses portes sont généralement maintenues fermées sauf à l'occasion des festivals religieux. Les prêtres shinto (kannushi) eux-mêmes n'entrent que pour effectuer les rituels. Le rite d'ouverture de ces portes constitue en soi une partie importante de la vie du sanctuaire.
À l'intérieur du honden est conservé le go-shintai (御神体), littéralement « le corps sacré du kami », une représentation symbolique des kamis ou divinités du shintō.
Pour important qu'il soit, le honden peut parfois être complètement absent, comme lorsque le sanctuaire se dresse sur une montagne sacrée à laquelle il est dédié, ou lorsqu'il existe dans le voisinage un himorogi ou autre yorishiro qui sert de lien plus direct avec un kami. L'Ōmiwa-jinja à Nara, par exemple, ne contient pas d'images ou d'objets sacrés, car il est censé servir la montagne sur laquelle il se trouve,. Pour la même raison, il dispose d'un haiden (拝殿, « salle de dévotions »), mais pas de honden.
Le Suwa-taisha, à la tête du réseau de sanctuaires Suwa, est un autre sanctuaire important dépourvu de honden.
La structure du honden détermine le style architectural du sanctuaire. Il en existe plusieurs mais trois, le taisha-zukuri, le shinmei-zukuri et le sumiyoshi-zukuri) sont d'une importance particulière car ce sont les seuls qui seraient antérieurs à l'arrivée du bouddhisme au Japon. Ils possèdent donc une signification architecturale et historique spécifique. Ils sont illustrés respectivement par les honden d'Izumo-taisha, de Nishina Shinmei-gū et de Sumiyoshi-taisha. L'architecte allemand Bruno Taut compare l'importance du honden d'Ise-jingū à celle du Parthénon d'Athènes.
Quel que soit le style du sanctuaire, le toit du honden comporte toujours deux éléments en bois appelés chigi (千木) et katsuogi (鰹木). Le chigi est un épi de faîtage constitué de deux madriers qui se croisent au sommet de chaque pignon et se prolongent en formant un V. Les katsuogi sont des rondins de bois fixés horizontalement sur la poutre faîtière de l'édifice. Lorsque les extrémités du chigi sont coupées horizontalement (uchisogi), avec des katsuogi en nombre pair, cela veut dire que la divinité vénérée dans le sanctuaire est féminine. Lorsque les bouts du chigi sont coupés verticalement (sotosogi), avec des katsuogi en nombre impair, le dieu est masculin.